# Viruta y Capulina

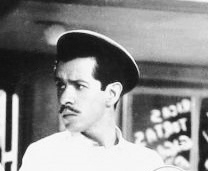
Marco Antonio Campos, Viruta

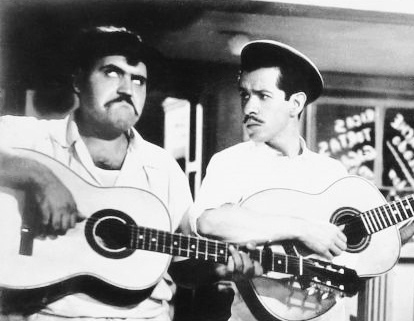
Gaspar Henaine, Capulina

Viruta y Capulina fue un dúo cómico y musical mexicano caracterizado por Marco Antonio Campos Contreras y Gaspar Henaine, cuyo proyecto artístico se desarrolló en cine, televisión, teatro, radio e historietas desde mediados de los cincuenta hasta mediados de los sesenta.

## Carrera

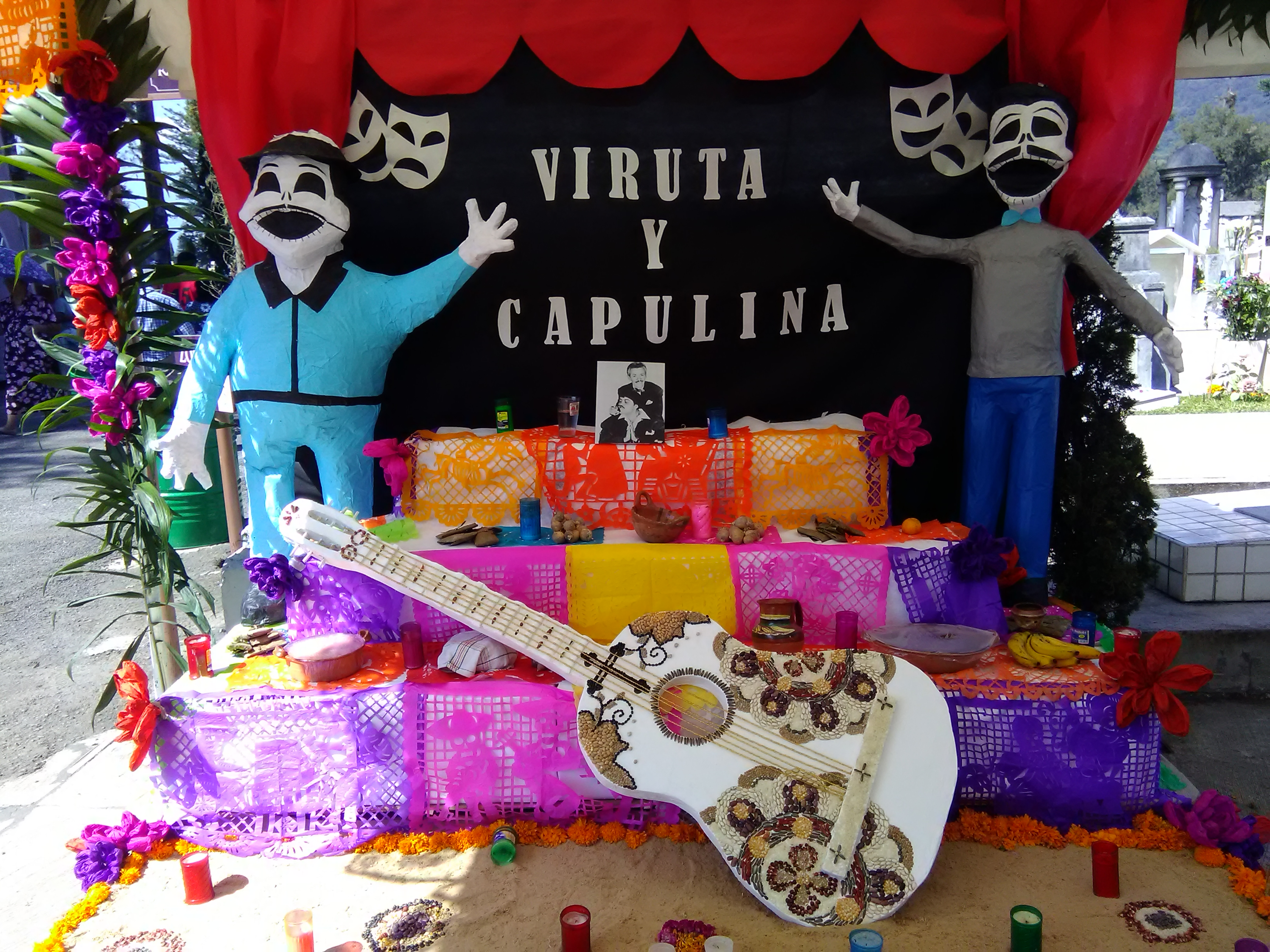
Altar de Día de Muertos dedicada a los actores Viruta y Capulina en el panteón municipal de Orizaba, Veracruz.

Su primer largometraje, La sombra del otro, se rodó en 1957, pero al año siguiente se estrenó Se los chupó la bruja. Al ver la película por primera vez durante una proyección privada, Capulina dijo que se sentía «desolado» y le dijo a su esposa que «nunca volvería a trabajar en el cine». Sin embargo la película tuvo éxito en la taquilla; se proyectó en los cines durante ocho semanas.
Las películas de Viruta y Capulina a menudo se asociaron con películas y programas de televisión de «mala calidad». En respuesta, Capulina admitió que él y Viruta nunca tuvieron «la más mínima libertad para elegir los guiones».

## Películas
| Año  | Título                     | Productora            |
| ---- | -------------------------- | --------------------- |
| 1957 | La sombra del otro         | Producciones Dyana    |
| 1958 | Se los chupó la bruja      | Filmadora Chapultepec |
| 1958 | Viaje a la Luna            | Brooks y Enríquez     |
| 1958 | Los legionarios            | Producciones Zacarías |
| 1958 | La odalisca n.º 13         | Producciones Zacarías |
| 1958 | Muertos de miedo           | Filmadora Chapultepec |
| 1958 | A sablazo limpio           | Brooks y Enríquez     |
| 1959 | Angelitos del trapecio     | Producciones Zacarías |
| 1960 | Los tigres del desierto    | Producciones Zacarías |
| 1960 | Dos locos en escena        | Producciones Zacarías |
| 1960 | Dos criados malcriados     | Producciones Zacarías |
| 1960 | El dolor de pagar la renta | Producciones Zacarías |
| 1960 | Cómicos y canciones        | Alameda Films         |
| 1960 | Los desenfrenados          | Producciones Zacarías |
| 1961 | Limosneros con garrote     | Filmadora Chapultepec |
| 1961 | Un par... a todo dar       | Filmadora Chapultepec |
| 1961 | Pegando con tubo           | Filmadora Chapultepec |
| 1961 | Dos tontos y un loco       | Filmadora Chapultepec |
| 1962 | Qué perra vida             | Filmadora Chapultepec |
| 1962 | Cascabelito                | Filmadora Chapultepec |
| 1962 | ¡En peligro de muerte!     | Producciones Zacarías |
| 1963 | Los invisibles             | Filmadora Chapultepec |
| 1963 | Barridos y regados         | Filmadora Chapultepec |
| 1964 | Buenos días, Acapulco      | Producciones Zacarías |
| 1964 | Los astronautas            | Producciones Zacarías |
| 1964 | La edad de piedra          | Producciones Zacarías |
| 1965 | Los reyes del volante      | Producciones Zacarías |
| 1966 | Cada quién su lucha        | Producciones Zacarías |
| 1966 | Dos meseros majaderos      | Producciones Zacarías |
| 1966 | La batalla de los pasteles | Producciones Zacarías |
| 1966 | La cigüeña distraída       | Producciones Zacarías |
| 1967 | Detectives o ladrones..?   | Atenea Films          |
| 1967 | Dos pintores pintorescos   | Producciones Zacarías |
| 1967 | Un par de roba chicos      | Producciones Zacarías |
| 1967 | El camino de los espantos  | Producciones Zacarías |